# منطقة ايزاول
ايزاول رمزها «AI» (بالإنجليزية: Aizawl)‏ ، هو تقسيم إداري لدولة الهند تتبع ولاية ميزورام (بالإنجليزية: Mizoram)‏ ، مركزها هو مدينة ايزاول (بالإنجليزية: Aizawl)‏ عدد سكانها حسب تعداد سنة 2001 هو 339,812 ، مساحتها 3,577 كم² وكثافة السكان 95 لكل كم² .